# Parc du pont
Le parc du pont (en suédois : Broparken) est un parc public situé dans le quartier de Stora Essingen à Stockholm en Suède,. 

## Description
Le parc du pont comporte une partie sud et une partie nord.
Sa partie sud passe principalement sous le Gröndalsbron et s'étend jusqu'au Essingebron, deux des nombreux ponts de l'Essingeleden.
Sa partie nord passe devant la marina du Essinge Båtsällskap et se termine au nord sous l'arrêt de la Tvärbanan.
Le parc a reçu son nom en 1924 en lien avec la construction du pont Stora Essingebron (inauguré en 1928). Depuis le cap oriental du parc, on a une vue imprenable sur Essingedjupet ainsi que sur Lilla Essingen, Långholmen, Reimersholme et Gröndal. 
Au loin, on aperçois le Västerbron et l'hôtel de ville de Stockholm.
Les 25 piliers en béton robustes du parc sont devenus un lieu populaire pour les gribouillages et les graffitis. Les chiens sont autorisés à courir librement dans le parc du pont. 

## Transports en commun
"Broparken" est le nom d'un arrêt de bus de Stora Essingen. 
Les passagers de la Tvärbanan peuvent changer pour le bus 1 (en semaine également pour le bus 49).

## Galerie

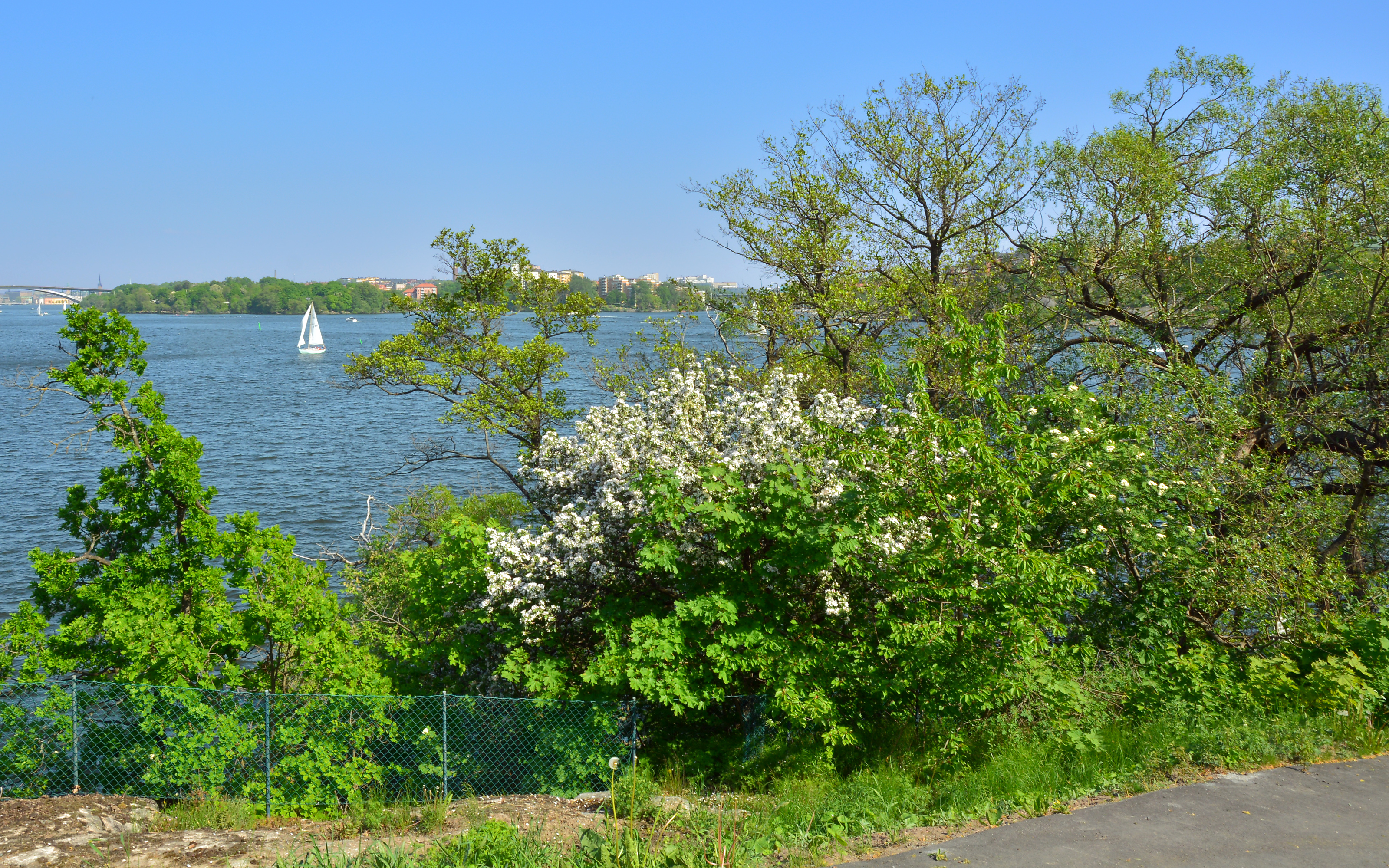
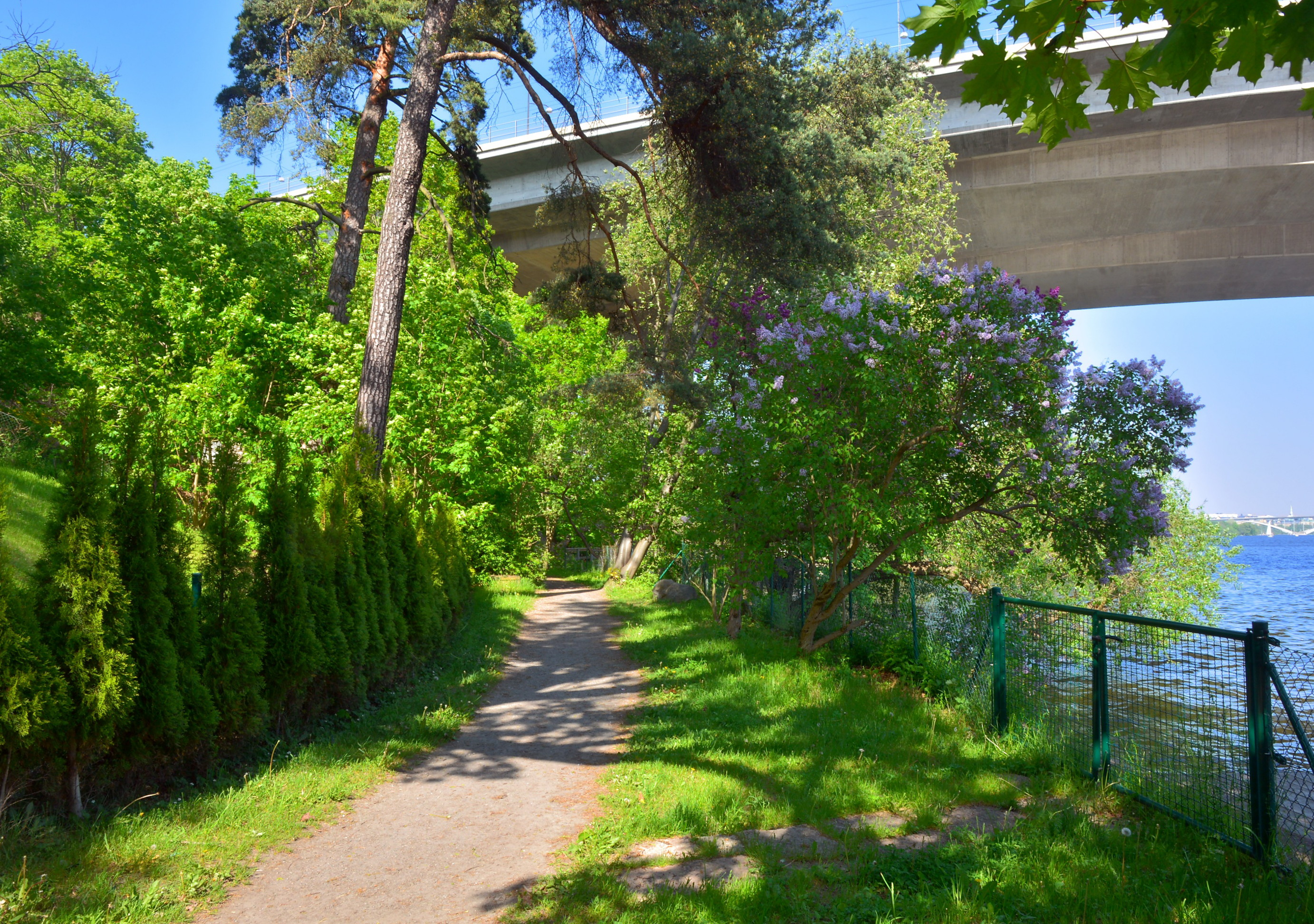
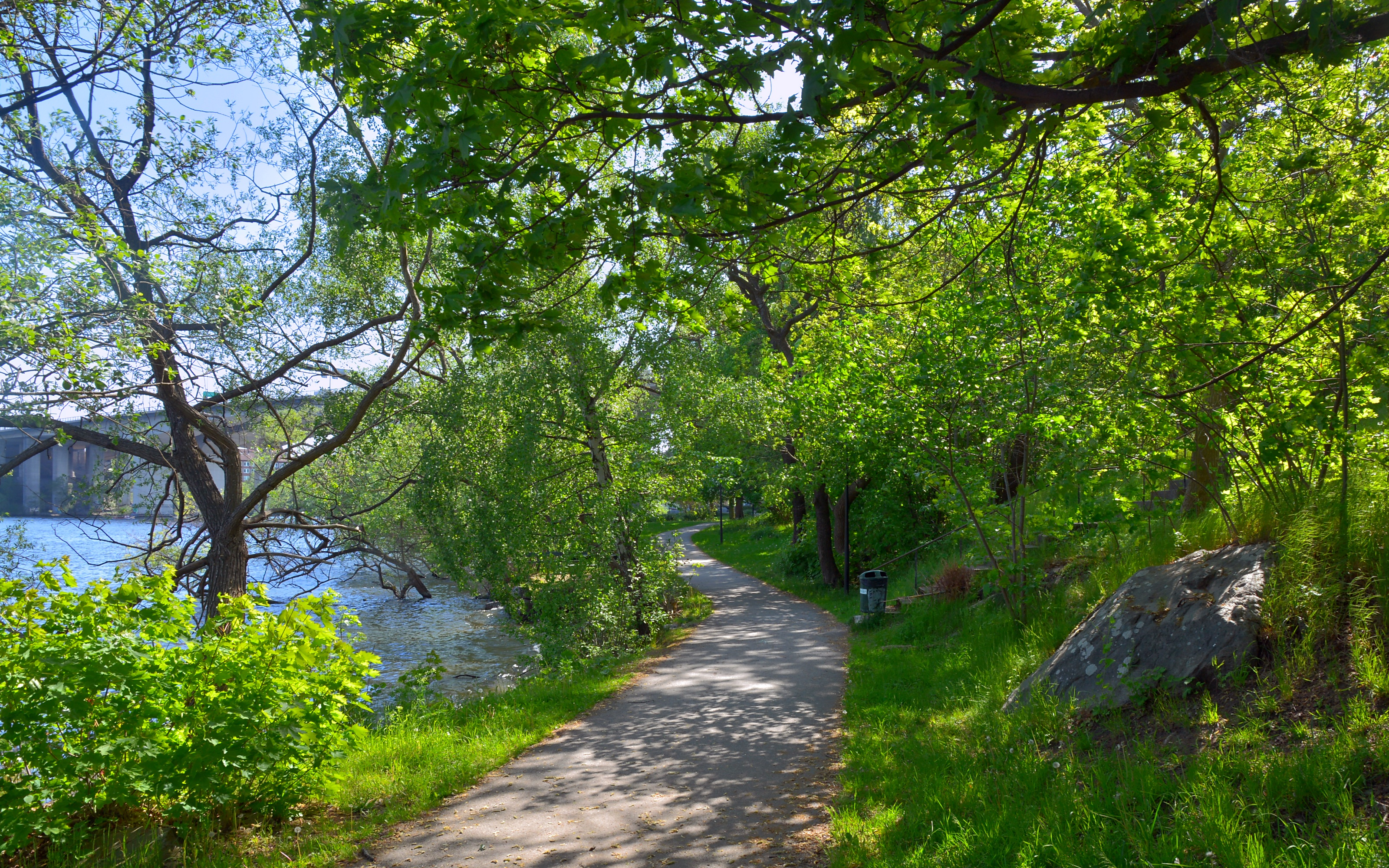
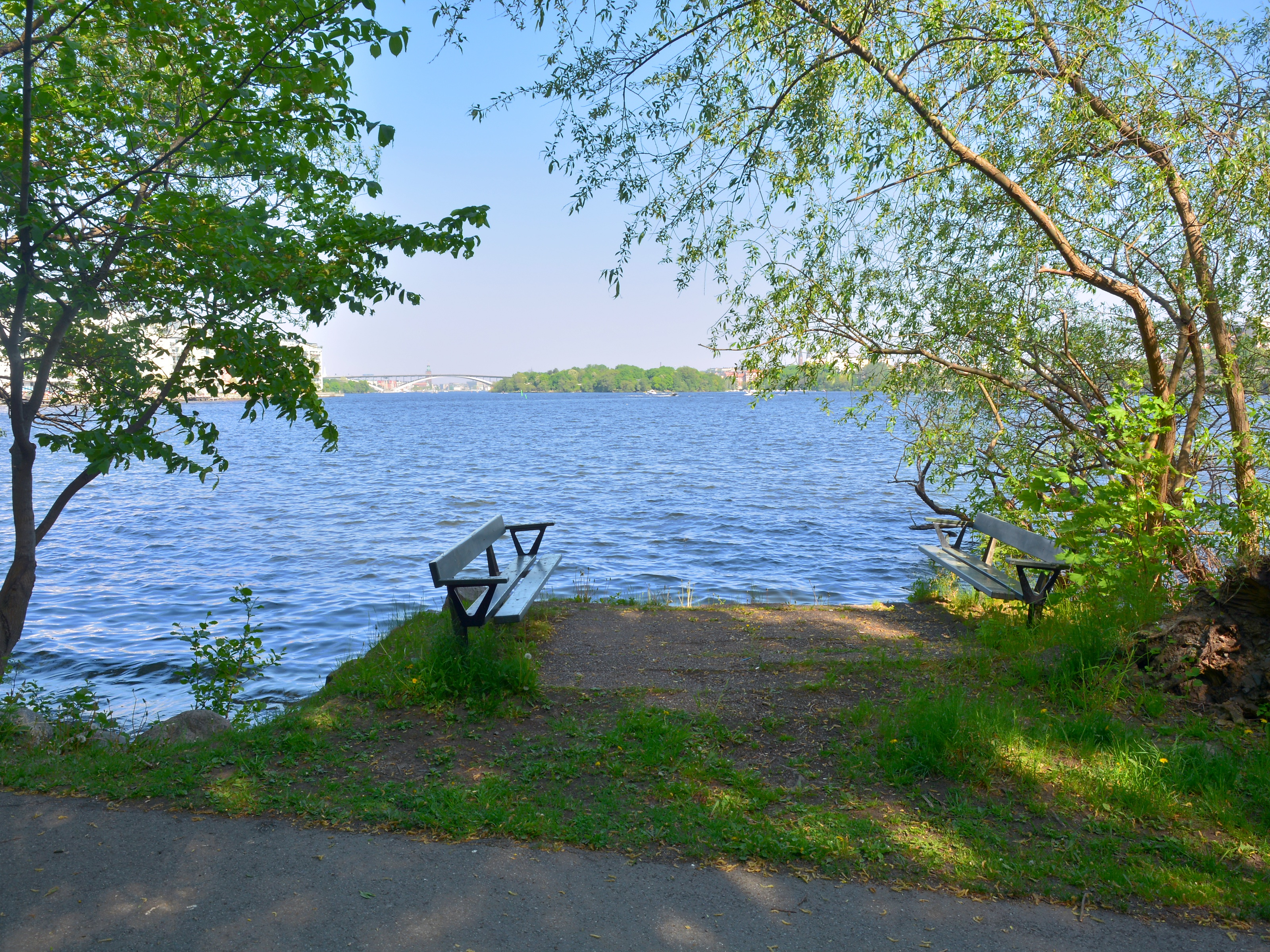
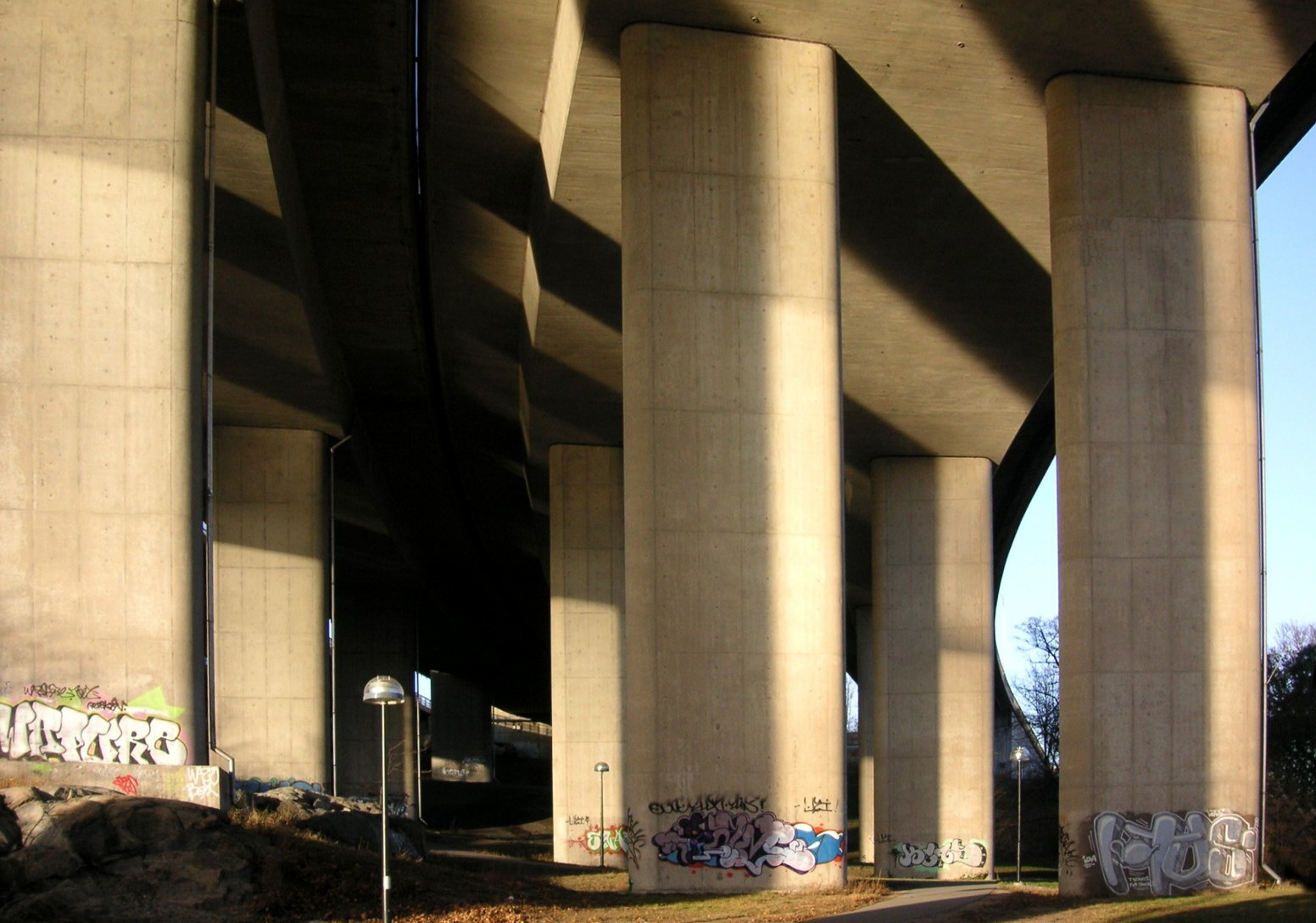
Les piliers du pont de Broparken.
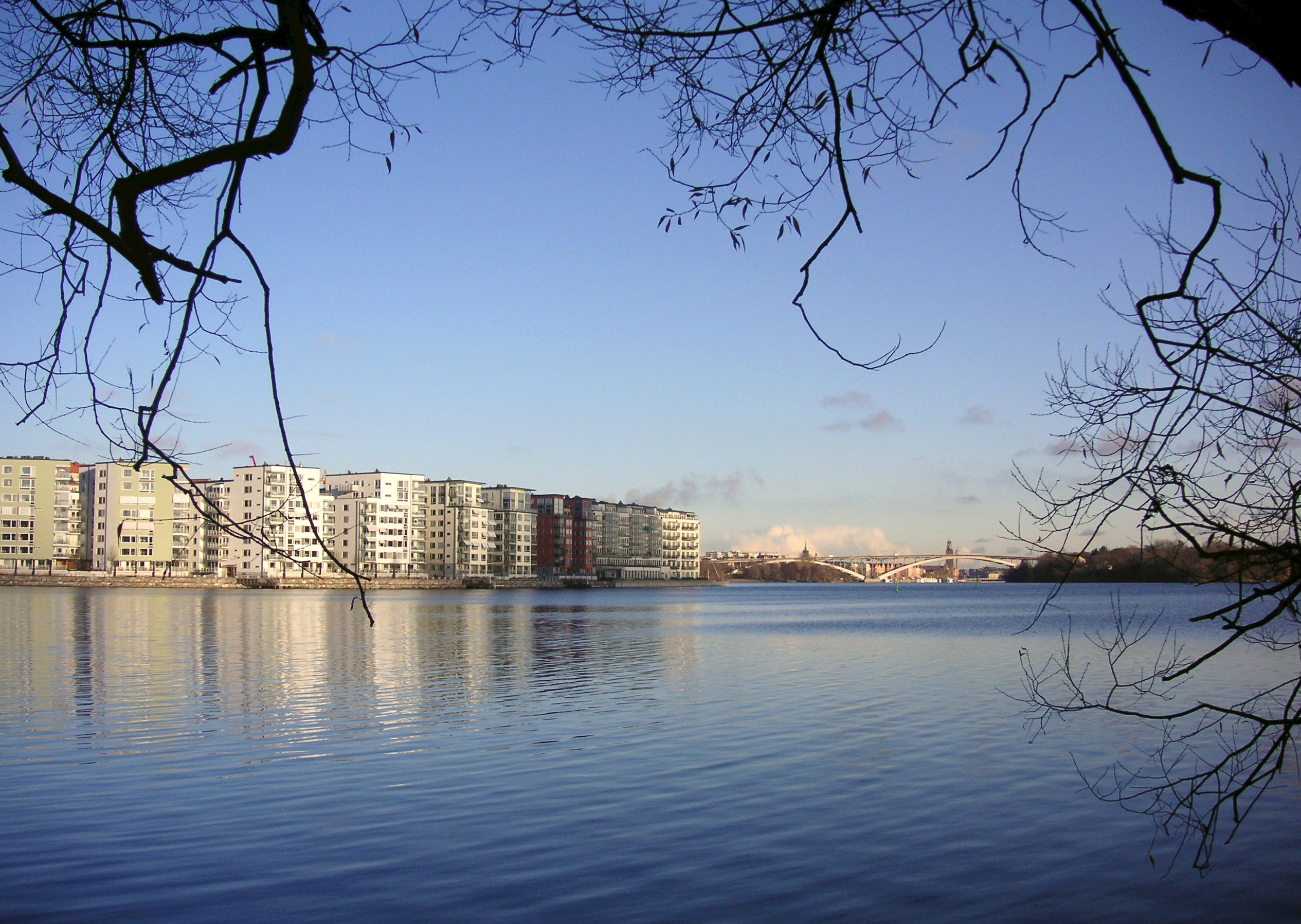
Vue de Broparken vers l'est.
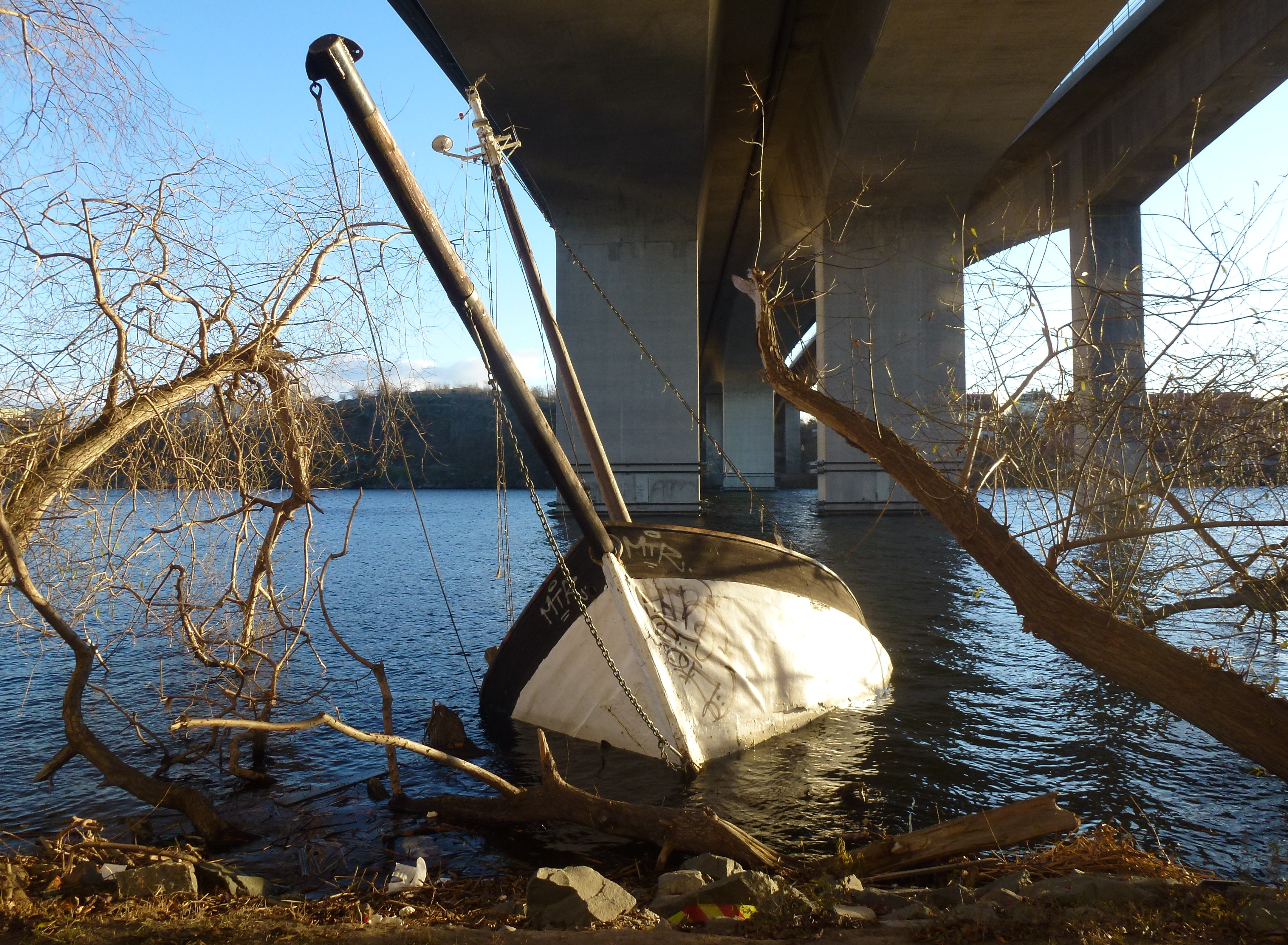
Broparken en décembre 2013.
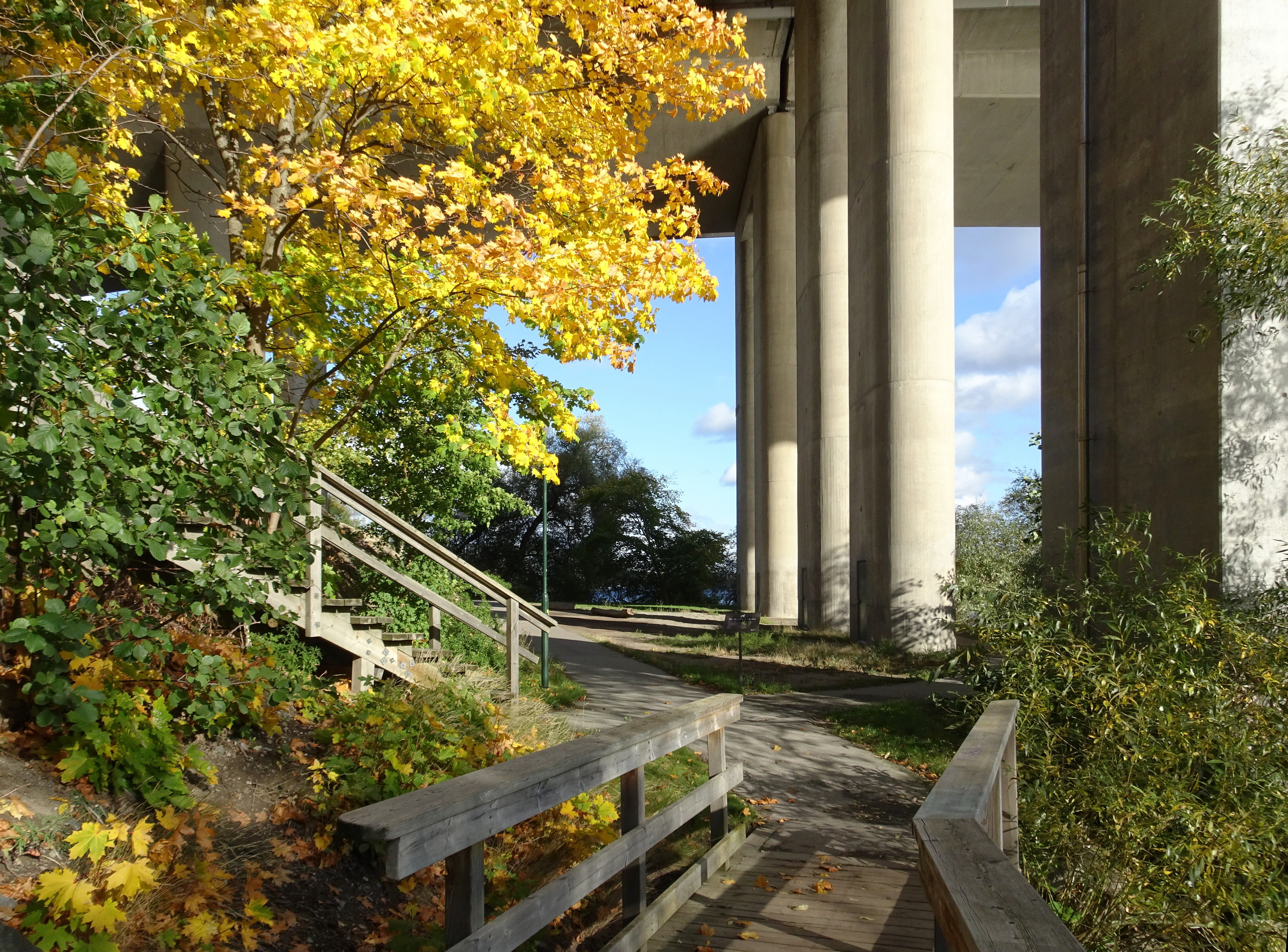
Broparken en  octobre 2010.